# Yitzhak Peretz
Yitzhak Peretz (* 11. Februar 1953 in Kfar Saba; † 29. Juni 2021 in Ramat Gan) war ein israelischer Fußballspieler.

## Biografie
Yitzhak Peretz begann in der Jugend von Maccabi Ramat Amidar mit dem Fußballspielen. Bei der U19-Asienmeisterschaft war er mit zwölf Toren der beste Torschütze des Turniers und gewann mit dem israelischen Team den Titel.
1973 wechselte Peretz zu Maccabi Tel Aviv, für den er bis 1980 insgesamt 160 Spiele bestritt und dabei 58 Tore erzielte. Während seiner Zeit in Tel Aviv wurde Peretz mit dem Club 1976/77 sowie 1978/79 Israelischer Meister und gewann zudem 1977 den Israelischen Fußballpokal. Danach wechselte er nach Frankreich, wo er für Racing Straßburg und Stade Rennes aktiv war, kehrte aber 1983 zu Maccabi Tel Aviv zurück. Nach zwei Jahren verließ er den Klub und bis 1991 folgten mit Shimshon Tel Aviv, Beitar Netanya, Hapoel Lod und Maccabi HaShikma Ramat Hen weitere Stationen in Israel.
Für die Nationalmannschaft Israels absolvierte Peretz 40 Länderspiele und schoss 14 Tore. Unter anderem gehörte er zusammen mit seinem Schwager Avi Cohen dem Kader bei den Olympischen Sommerspielen 1976 in Montreal an. Das Team belegte dabei den fünften Rang.
Nach seiner Karriere war Peretz als Trainer in Israel aktiv. Am 29. Juni 2021 nahm er sich das Leben.
Sein Sohn Omer Peretz ist ebenfalls Fußballspieler.